# Маттіє
Маттіє (італ. Mattie, п'єм. Matie) — муніципалітет в Італії, у регіоні П'ємонт,  метрополійне місто Турин.
Маттіє розташоване на відстані близько 570 км на північний захід від Рима, 50 км на захід від Турина.
Населення — 685 осіб (2014).
Щорічний фестиваль відбувається 16 вересня. Покровитель — Santi Cornelio e Cipriano.

## Демографія
Населення за роками:

Станом на 1 січня 2023 року в муніципалітеті офіційно проживало 30 іноземців з 8 країн, серед них 24 громадяни країн Євросоюзу.

## Сусідні муніципалітети
- Буссолено
- Фенестрелле
- Меана-ді-Суза
- Рур
- Суза